# Gynoplistia uwinnia
Gynoplistia uwinnia là một loài ruồi trong họ Limoniidae. Chúng phân bố ở miền Australasia.